# Kathedraal van Beauvais
De Cathédrale Saint-Pierre de Beauvais (Nederlands: Sint-Pieterskathedraal van Beauvais), de 'hoogste kathedraal ter wereld', is een onvoltooide gotische kathedraal in de Noord-Franse stad Beauvais. Zij is de zetel van de bisschop van het Bisdom Beauvais. Het bouwwerk is een van de meest gewaagde constructies van de gotische architectuur, doch werd door omstandigheden nooit volledig afgewerkt. De kathedraal bestaat alleen uit een dertiende-eeuws koor met kooromgang en zeven straalkapellen en een zestiende-eeuws dwarsschip met één travee.
Op de plaats van het geplande maar nooit gerealiseerde schip staat nog het restant van de voorganger van de huidige kathedraal, een tiende-eeuws romaans bouwwerk dat bekendstaat als Notre-Dame de la Basse-Œuvre (het lage werk). Tot het complex behoren verder een eenvoudige kruisgang en een kapittelhuis. Ten westen van de kathedraal staat het bisschoppelijk paleis uit de veertiende en vijftiende eeuw.

## Geschiedenis

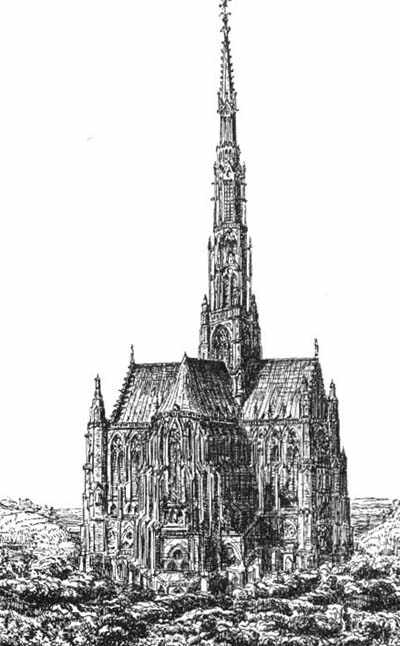
De kathedraal met toren in de 16e eeuw

Het werk aan de gotische kathedraal begon nadat een brand de oude kathedraal in 1225 beschadigd had. Als een van de weinige bisdommen in Noord-Frankrijk bezat Beauvais nog geen nieuwe, gotische kathedraal. Men besloot een kathedraal te bouwen die alle bestaande in hoogte zou overtreffen. De wedloop in Noord-Frankrijk om de hoogste kathedraal te bouwen bereikte zijn uiterste grens bij de bouw van de kathedraal van Beauvais. Het koor werd in 1272 voltooid, en had toen een hoogte van 47 meter (de kathedraal van Amiens, tot dan toe de hoogste, heeft een hoogte van 42 meter).
Het werk aan de kathedraal werd in 1284 echter op brute wijze onderbroken doordat een deel van het recent voltooide koor instortte. De oorzaak van deze ramp is niet precies bekend, maar zij heeft, samen met maatschappelijke omstandigheden, geleid tot het einde van de ambitie steeds hoger te bouwen. De kathedraal van Beauvais bleef daarmee de hoogste gotische kathedraal. Architecten betrokken bij de bouw van andere kathedralen zoals die van Keulen en Milaan bouwden niet verder. Het is maar in de 19e eeuw dat die kathedralen werden voltooid door de revival in die periode.
Het koor werd hersteld. Het aantal traveeën werd verdubbeld wat betekent dat ook het aantal kolommen verdubbelde en de constructie daardoor stabieler werd. Desondanks bleef de bouw eeuwenlang stilliggen. Pas in de zestiende eeuw durfde men het aan het dwarsschip tot dezelfde hoogte als het koor op te trekken (1500-1548). In plaats van een begin te maken met het schip, besloot men op de viering een zeer hoge toren te laten verrijzen, die toen mogelijk de hoogste ter wereld was. Hij werd voltooid in 1569. Maar opnieuw werd de ambitie bestraft: in 1573 stortte de toren in. Hij werd niet herbouwd; de viering werd afgedekt met een eenvoudig houten gewelf. Hierna werd de bouw van de kathedraal definitief gestaakt; van het schip kwam slechts één travee tot stand.

## Architectuur
De architectuur van het koor is in de eerste plaats geïnspireerd op die van de kathedraal van Amiens. De plattegrond is vrijwel identiek, en de opbouw vertoont bijvoorbeeld hetzelfde type beglaasd triforium. Wel is de lichtbeuk in verhouding extreem hoog in Beauvais.
De koorpartij verraadt echter ook invloed van de kathedraal van Bourges, doordat de buitenwand van de kooromgang dezelfde verticale indeling vertoont als die van het hoogkoor: arcade, triforium en lichtbeuk. Anders dan in Bourges is hier echter geen sprake van een dubbele kooromgang, zodat de genoemde opbouw niet zozeer het gevolg is van een piramideachtige opzet, maar eerder van de extreme hoogte van de zijbeuk ten opzichte van de straalkapellen.
In de rechte wanden van het hoogkoor tekenen de oorspronkelijke bogen van vóór de verdubbeling van het aantal pijlers zich nog duidelijk af. Bij deze verdubbeling zijn de gewelven ook aangepast, zoals blijkt uit de zesdelige gewelfvakken. Het dwarsschip is in een heel andere, laatgotische stijl gebouwd dan het koor. De façade van het zuidertransept is uitgevoerd in rijke flamboyante gotiek, die van het noordertransept is iets soberder.

## Huidige toestand
De kathedraal doorstond de Tweede Wereldoorlog zonder al te veel beschadiging, terwijl de rest van de stad zwaar werd getroffen. 
Bij onderzoek in de jaren '90 van de 20e eeuw is echter gebleken dat de structuur toch weer instabiel is. Met behulp van trekstangen tussen de luchtbogen en enorme houten steunen in het interieur wordt het bouwwerk momenteel ondersteund, in afwachting van een definitieve oplossing.

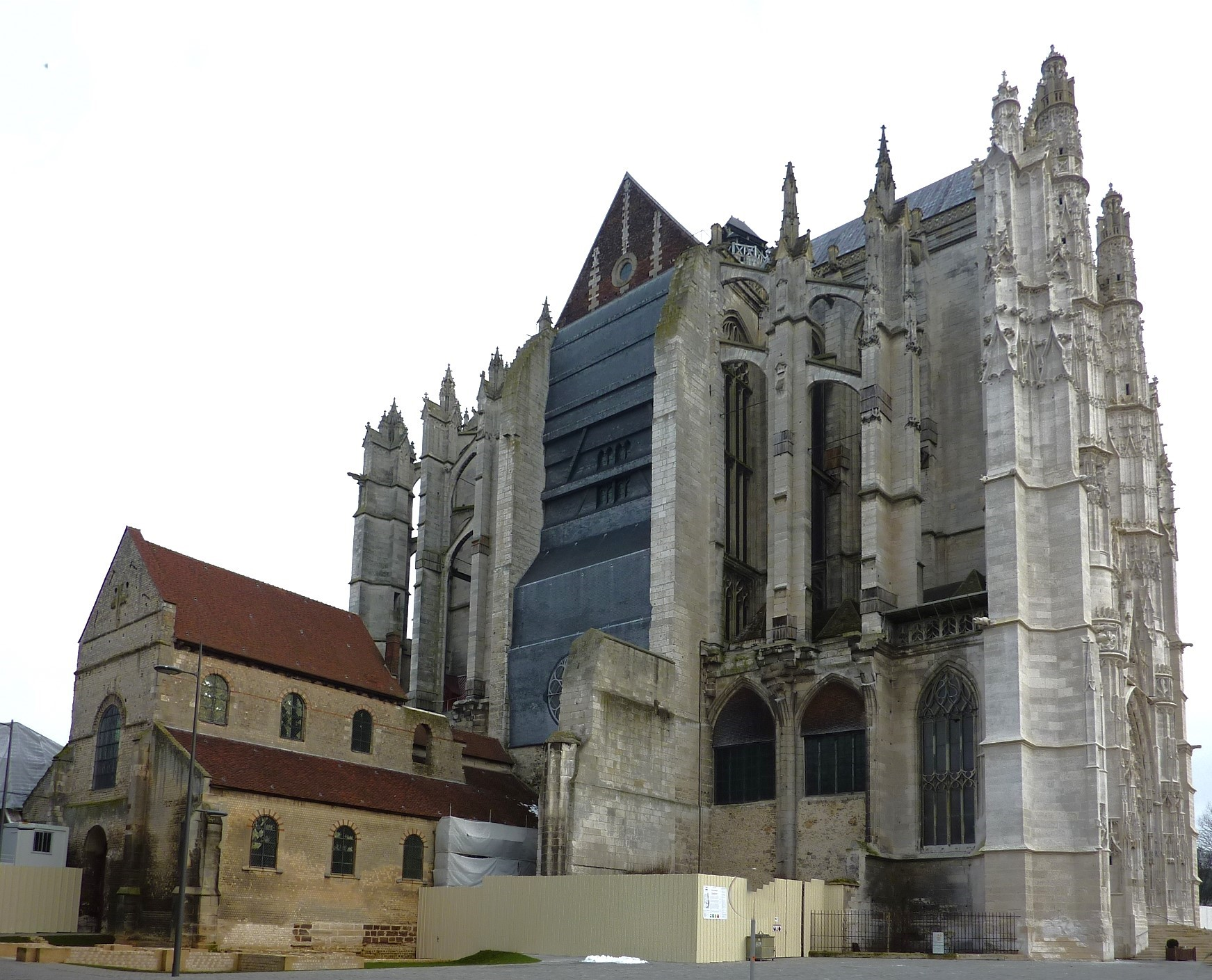
Notre-Dame de la Basse-Œuvre in de schaduw van de kathedraal
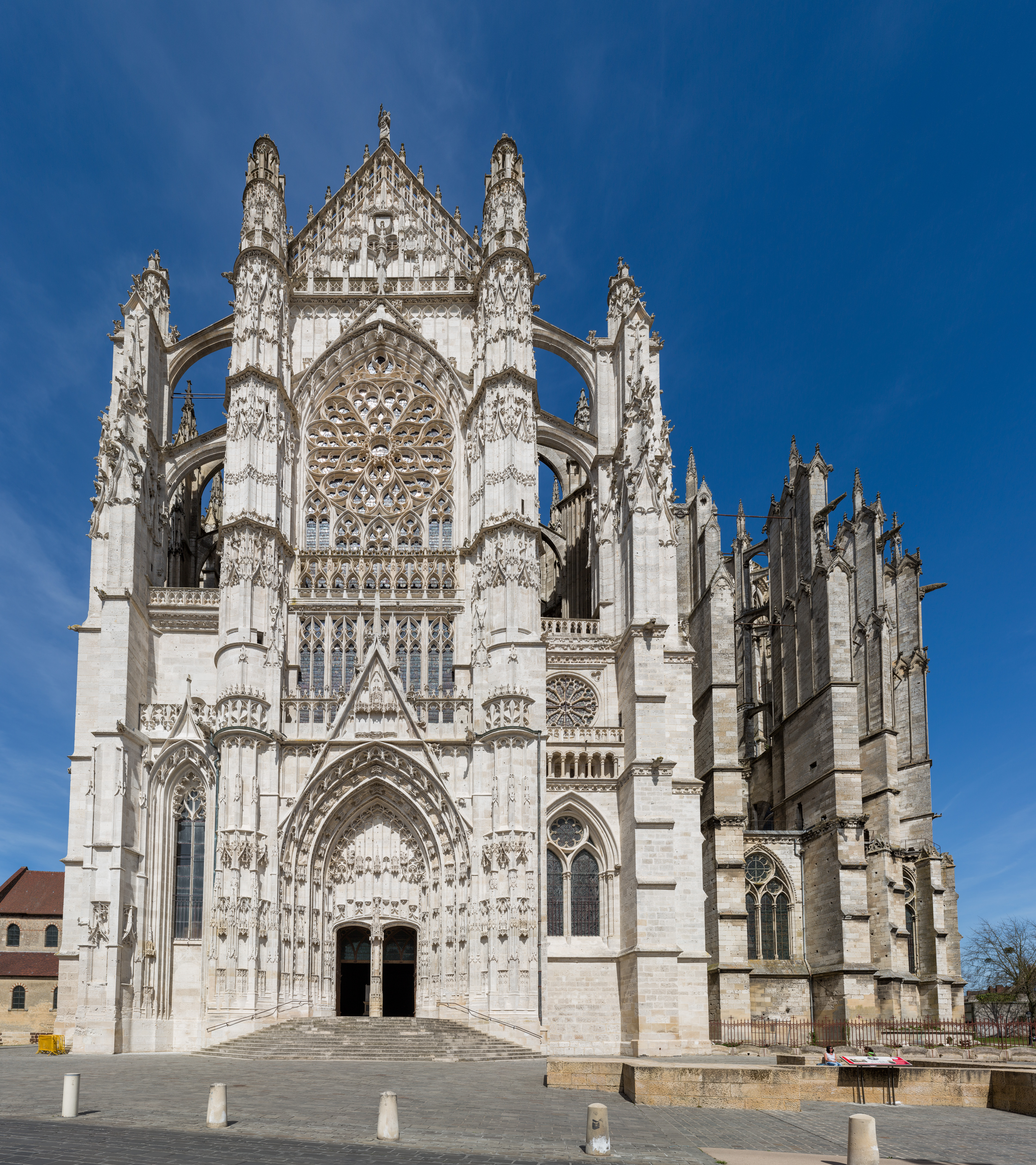
Zuidkant van de kathedraal
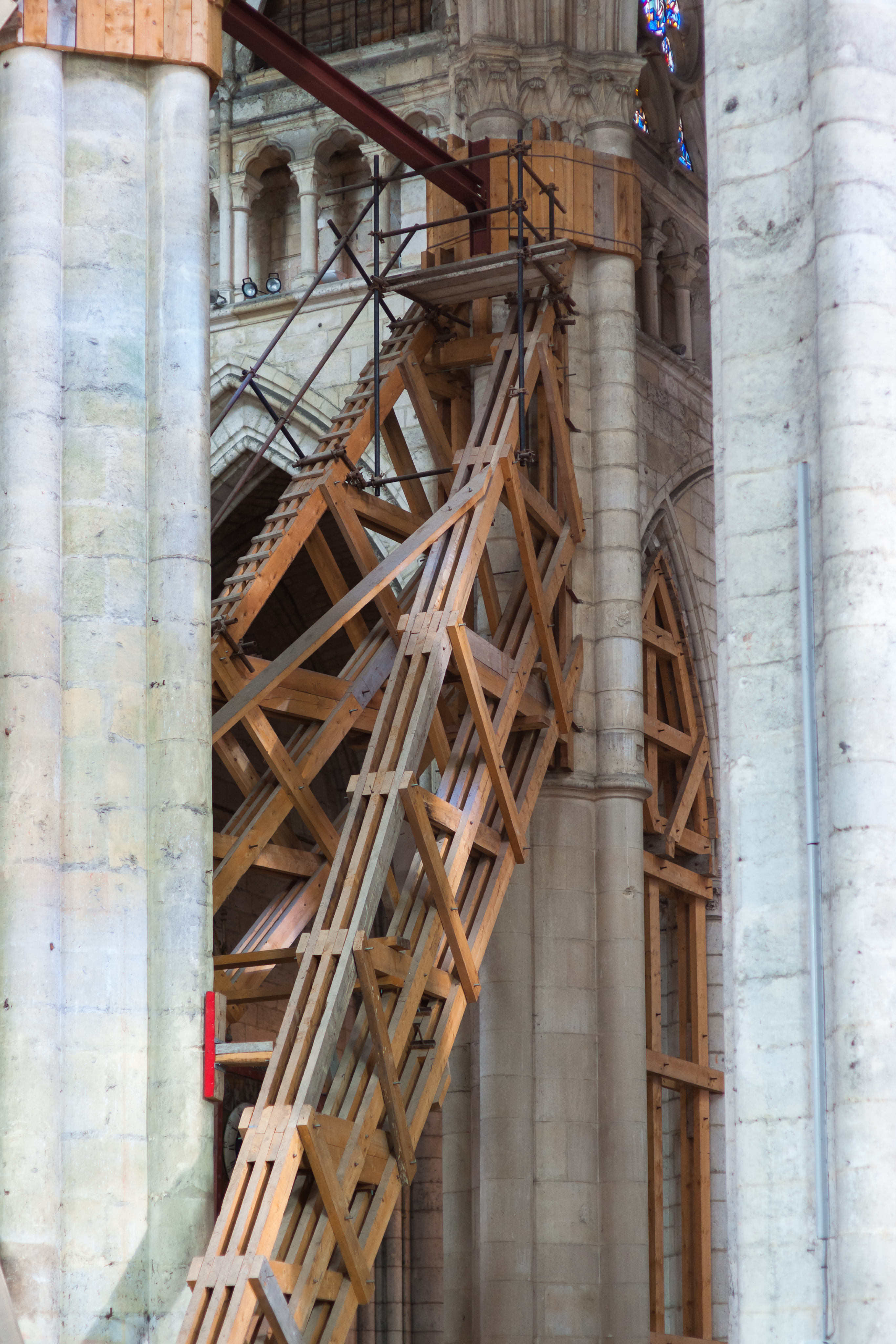
Houten steigers ter ondersteuning van de instabiele structuur

## Inventaris
De kerk bezit een aantal bijzondere gebrandschilderde ramen. De oudste, uit ca. 1240, bevinden zich in de middelste straalkapel. De vensters in de lichtbeuk van het koor zijn deels van voor de instorting van (een deel van) het koor, deels van daarna. De grote noord- en zuidvensters in het transept, in een stijl die de overgang van gotiek naar renaissance markeert, zijn ontworpen door Nicolas La Prince en dateren respectievelijk uit 1538 en 1551.
Bijzonder zijn ook de zestiende-eeuwse houten gesneden deuren in het transept. Verder zijn er verschillende kunstvoorwerpen in de kerk te zien, waaronder een zeldzaam veertiende-eeuws uurwerk, een astronomisch uurwerk uit 1866, verschillende wandtapijten, beeldhouwwerken en schilderijen.

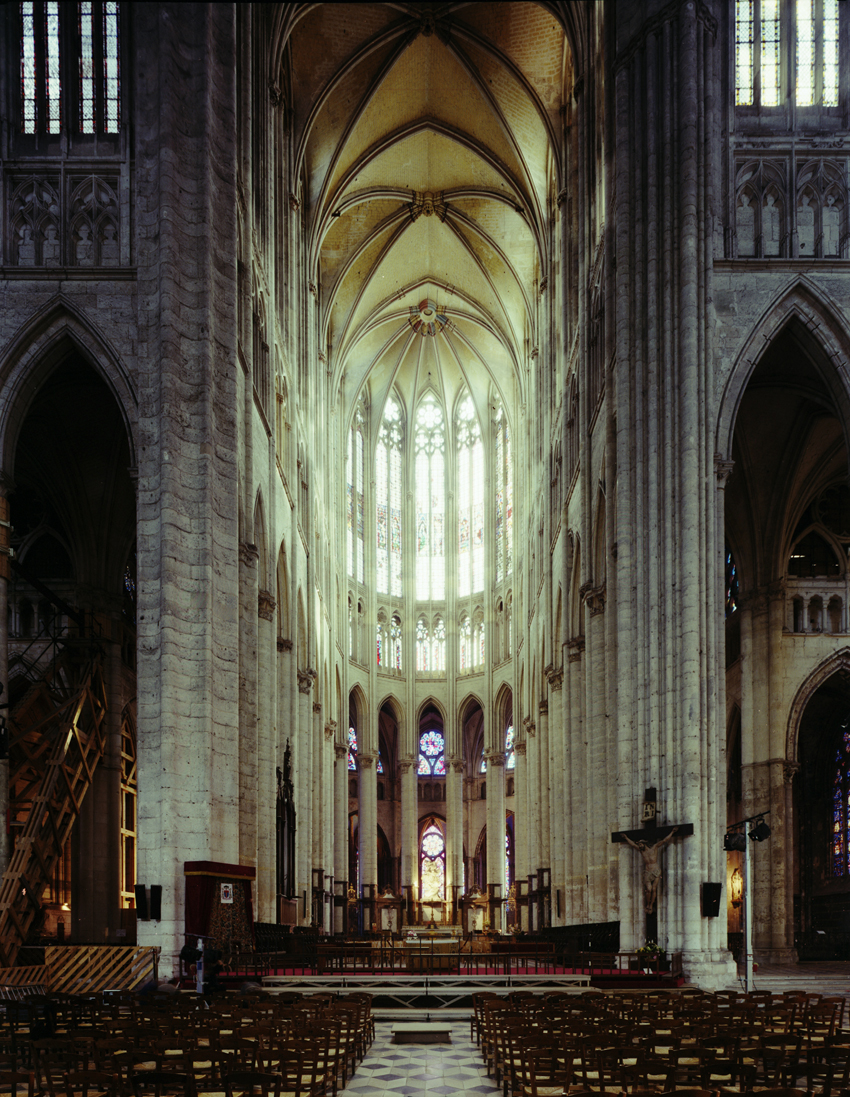
Interieur van het koor
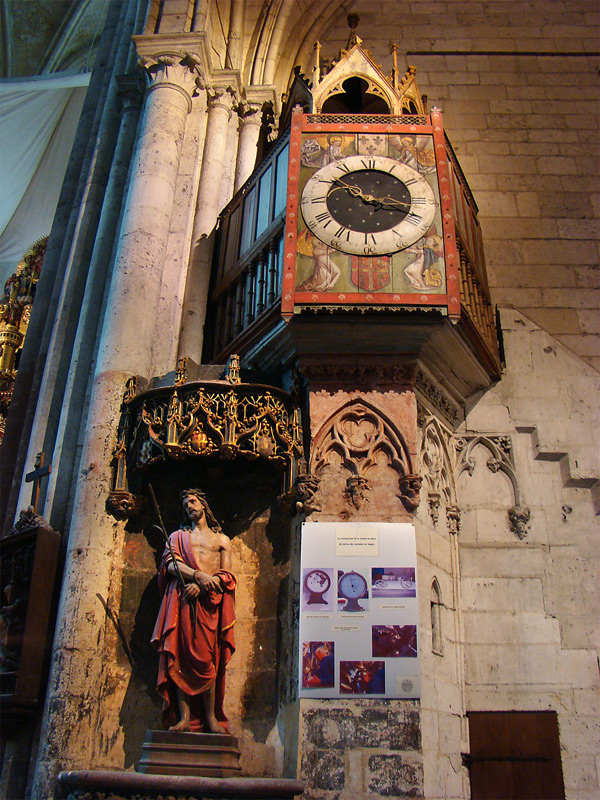
Het zeldzame veertiende-eeuws uurwerk
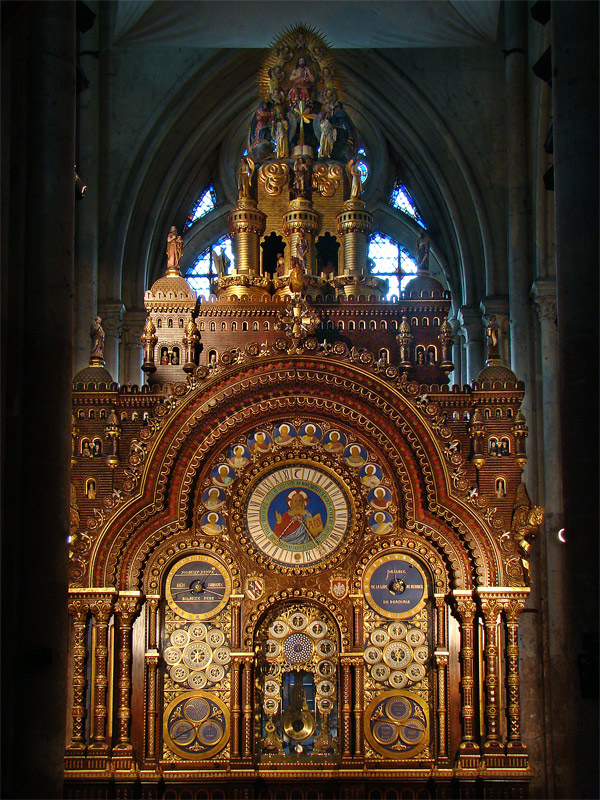
De astronomische klok uit 1866